# Didymocarpus biserratus
Didymocarpus biserratus är en tvåhjärtbladig växtart som beskrevs av Euphemia Cowan Barnett. Didymocarpus biserratus ingår i släktet Didymocarpus och familjen Gesneriaceae. Inga underarter finns listade i Catalogue of Life.